# Нездоланний залізний чоловік
Нездоланний залізний чоловік — мультфільм 2007 року.

## Сюжет
Мистецтвознавець, що спеціалізується на країнах Сходу мільярдер Тоні Старк, от уже кілька років плідно працює над головним проєктом свого життя - відродженням прадавнього китайського міста, імператором якого був великий Мандарин, що залишився в історії, як самий жорстокий правитель Китаю. Прадавня китайська легенда говорить, що непереможний імператор, уклавши договір із силами пітьми, одержав від них безсмертя й могутність, але потім був повалений і відданий забуттю. І тільки через кілька тисяч років Великий Імператор знову знайде свою силу й у цей день люди востаннє побачать сонячне світло.